# داریوش شمس (بازیکن فوتبال)
داریوش شمس ناتری یک بازیکن فوتبال اهل ایران است. وی اهل روستای ناتر است که در نزدیکی مرزن آباد قرار دارد. او هم‌اکنون در کلاس‌های مربیگری شرکت می‌کند.
داریوش شمس در سال ۱۳۹۳ در ساعت هشت صبح در هنگامی که از روستای خود ناتر بازمیگشت، در حادثه‌ای به همراه فرزند و همسرش به دره سقوط کرد؛ ولی تمام سرنشینان ماشین زنده ماندند. به گفته خبرنگاران، جاده ناتر-طویر مشکلاتی داشته‌است که باعث این حادثه شده‌است او در حال حاضر اکادمی دروازه بانی در نوشهر دارد
.

## افتخارات
- نایب قهرمانی جام حذفی فوتبال ایران ۸۶–۱۳۸۵به همراه تیم فوتبال صبا باتری.